# Onthophagus mushensis
Onthophagus mushensis là một loài bọ cánh cứng trong họ Bọ hung (Scarabaeidae).